# Центролофовые
Центролофовые (лат. Centrolophidae) — семейство морских лучепёрых рыб из отряда Scombriformes. Семейство включает около 31 вида. Они встречаются в умеренных и тропических водах по всему миру.
Молодые экземпляры Icichthys lockingtoni в изобилии обитают в прибрежных водах северной части Тихого океана, где они часто встречаются вместе с медузами, что обеспечивает этим рыбам защиту от хищников и возможность поедать остатки трапезы медуз.

## Роды
Семейство включает следующие роды:
- Centrolophus Lacépède, 1802
- Hyperoglyphe Günther, 1859
- Icichthys Jordan & Gilbert, 1880
- Psenopsis Gill, 1862
- Schedophilus Cocco, 1839
- Seriolella Guichenot, 1848
- Tubbia Whitley, 1943